# Clodomira
Clodomira è una città dell'Argentina, appartenente alla provincia di Santiago del Estero, situata a 200 km dal capoluogo provinciale.